# Península (Ohio)
Península es una villa ubicada en el condado de Summit en el estado estadounidense de Ohio. En el Censo de 2010 tenía una población de 565 habitantes y una densidad poblacional de 46,6 personas por km².

## Geografía
Península se encuentra ubicada en las coordenadas 41°14′2″N 81°33′12″O / 41.23389, -81.55333. Según la Oficina del Censo de los Estados Unidos, Península tiene una superficie total de 12.12 km², de la cual 12.1 km² corresponden a tierra firme y (0.21%) 0.03 km² es agua.

## Demografía
Según el censo de 2010, había 565 personas residiendo en Península. La densidad de población era de 46,6 hab./km². De los 565 habitantes, Península estaba compuesto por el 98.41% blancos, el 0.35% eran afroamericanos, el 0% eran amerindios, el 0.35% eran asiáticos, el 0% eran isleños del Pacífico, el 0% eran de otras razas y el 0.88% pertenecían a dos o más razas. Del total de la población el 0.35% eran hispanos o latinos de cualquier raza.